# Vincent Kiprop Chepkok

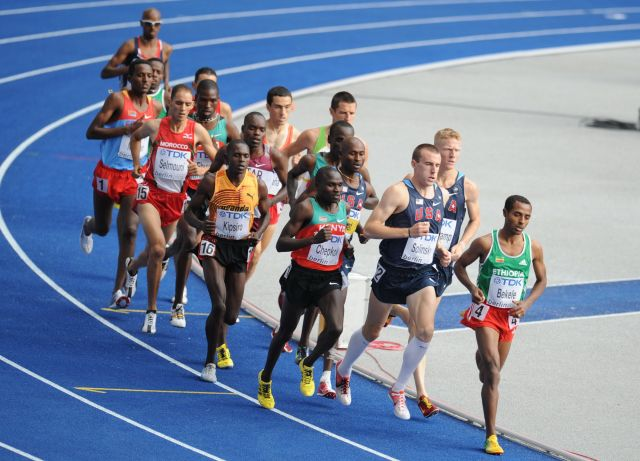
Vincent Chepkok (im grün-roten Trikot, etwa an dritter Position) bei den Leichtathletik-Weltmeisterschaften 2009 in Berlin

Vincent Kiprop Chepkok (* 5. Juli 1988) ist ein kenianischer Langstreckenläufer.
International trat Chepkok erstmals bei den Crosslauf-Weltmeisterschaften 2007 in Mombasa in Erscheinung. Im Juniorenrennen wurde er hinter seinem Landsmann Asbel Kiprop Zweiter und gewann mit der kenianischen Mannschaft die Nationenwertung. Bei den Leichtathletik-Weltmeisterschaften 2009 belegte er den neunten Platz im 5000-Meter-Lauf und beim Leichtathletik-Weltfinale im selben Jahr in Thessaloniki den siebten Platz über diese Distanz.
2010 verbesserte Chepkok als Zweiter beim Qatar Athletic Super Grand Prix in Doha seine Bestleistung im 5000-Meter-Lauf auf 12:51,45 Minuten und siegte bei den FBK-Games im 3000-Meter-Lauf. Beim British Grand Prix in Gateshead gewann er über die 5000 Meter sein erstes Rennen in der IAAF Diamond League. Im 3000-Meter-Lauf belegte er beim ISTAF in Berlin mit einer persönlichen Bestleistung von 7:31,41 Minuten den zweiten Platz.
Bei den Crosslauf-Weltmeisterschaften 2011 in Punta Umbría gewann Chepkok die Bronzemedaille im Männerrennen und die Goldmedaille in der Mannschaftswertung.

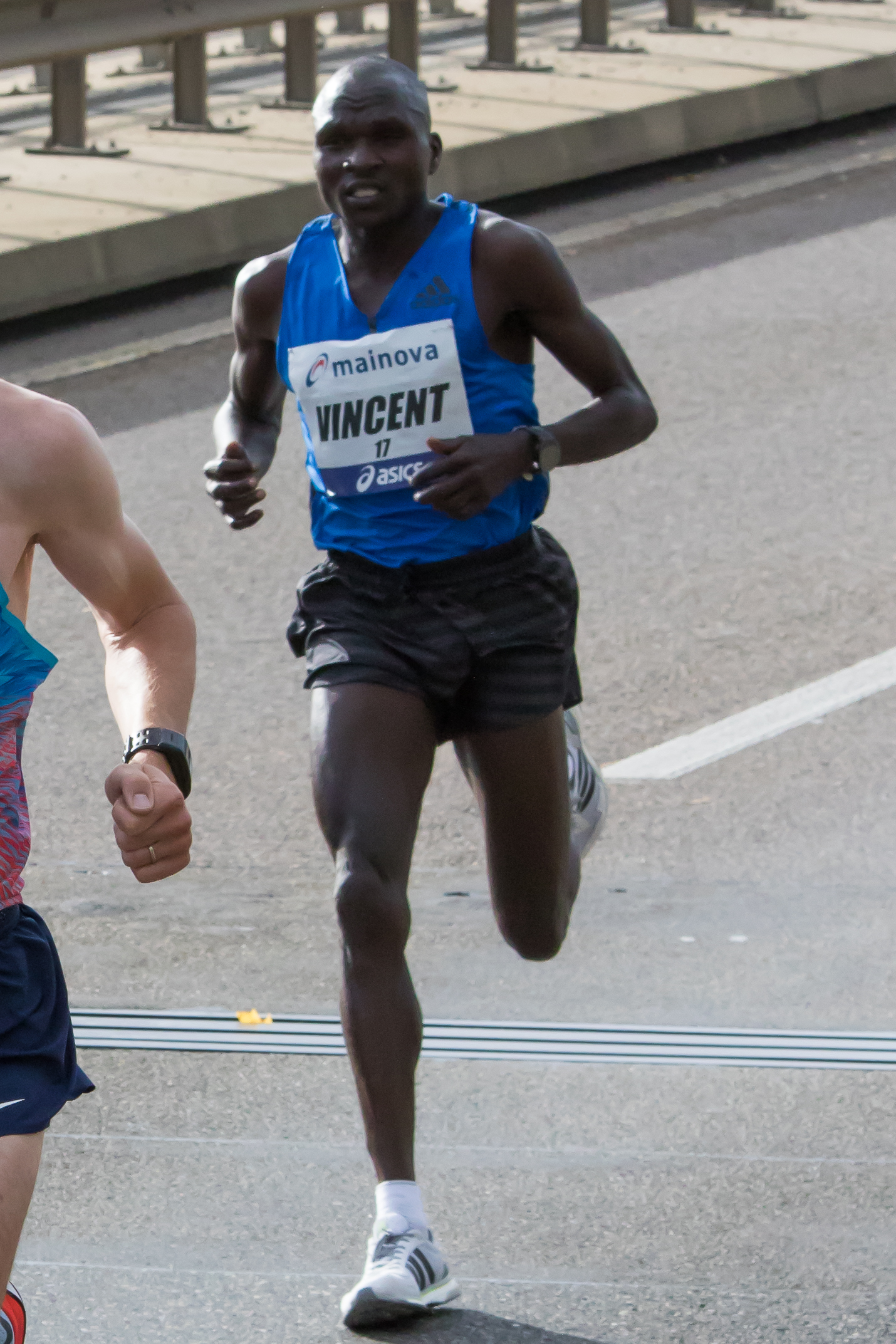
Vincent Kiprop Chepkok während des Frankfurt-Marathons 2017

## Bestleistungen
- 3000 m: 7:30,15 min, 6. Mai 2011, Doha
- 5000 m: 12:51,45 min, 14. Mai 2010, Doha
- 10.000 m: 26:51,68 min, 7. September, Brüssel
- 10-km-Straßenlauf: 28:11 min, 26. Februar 2012, San Juan
- Halbmarathon: 1:01:39 h, 26. April 2014, Nizza